# NGC 5038
NGC 5038 is een lensvormig sterrenstelsel in het sterrenbeeld Maagd. Het hemelobject werd op 28 mei 1881 ontdekt door de Amerikaanse astronoom Edward Singleton Holden.

## Synoniemen
- MCG -3-34-31
- IRAS13123-1541
- PGC 46081